# Walk a Mile in My Shoes: The Essential 70’s Masters
Walk a Mile in My Shoes: The Essential 70’s Masters (с англ. — «Пройди милю в моих ботинках: Основная коллекция 70-х» — бокс-сет американского музыканта Элвиса Пресли, вышедший в 1995 году, в него вошли 120 песен, записанные в 1970-е годы, включая 27 ранее невыпущенных треков и версий. Записи сделаны в период с 1970 по 1977 год. Бокс-сет включает цветной буклет на 94 страницы с примечаниями Дэйва Марша из его книги 1982 года — «Элвис».

## Об альбоме
Первые два диска представляют стороны «А» и «Б» каждого сингла, выпущенного в США в течение десятилетия, за исключением песен: «Kentucky Rain» b/w «My Little Friend» и «Б»-сторона — «Mama Liked the Roses», (записан в 1960-х); госпел-сингл «He Touched Me» b/w «Bosom of Abraham» и «Б»-стороны «Only Believe» и «Help Me», вошедшие в бокс-сет госпел песен (см. Peace In The Valley: The Complete Gospel Recordings), а также «Б»-сторона рождественских синглов «Merry Christmas Baby» и «O Come All Ye Faithful». Два заключительных сингла были выпущены уже после смерти музыканта: «My Way» b/w «America the Beautiful» — в ноябре 1977 года; «Unchained Melody» b/w «Softly As I Leave You» — в феврале 1978. Синглы не были включены в коллекционное издание Walk A Mile In My Shoes.
Из 23 американских синглов на этих дисках, девятнадцать неоднократно попадали в Top 40, а хиты «The Wonder of You» и «Burning Love» — в Top 10. В издание также включены четыре трека, выпущенные на грампластинках только в Великобритании: сингл «I Just Can’t Help Believin» b/w «How the Web Was Woven» и сторона «А» — «Green Green Grass of Home» и сингл «Loving Arms» (британская «Б»- сторона — «My Boy»). В США сингл «I Just Can’t Help Believin» появился как двухсторонний LP-трек в альбоме That's The Way It Is, сингл «Loving Arms» в альбоме Good Times, сингл «Green Grass» в альбоме Today.
На третьем и четвёртом дисках собраны студийные записи из различных альбомов, включая десять ранее невыпущенных песен или альтернативных треков. Все, кроме пяти из 23 записей на третьем диске, происходят из серии музыкальных сессий синглов, записанных за четыре дня в июне 1970 в студии RCA Studio B в Нашвилле, штат Теннесси. Факсимиле альбома Elvis Country (I'm 10,000 Years Old) может быть собрано от этого диска, исключая синглы «I Really Don’t Want to Know» b/w «There Goes My Everything», вошедшие в содержание первого диска. Четвёртый диск включает основные моменты заключительной музыкальных сессий Пресли, записанных в Грейсленде 30 октября 1976 года. Диск также включает трек «Merry Christmas Baby» — по длительности короче, чем альбомный трек, но длиннее, чем сингл, так же как вошедшие в альбом песни Боба Дилана «I Shall Be Released», «Don’t Think Twice, It’s All Right» и песня-визитная карточка Фрэнка Синатры — «My Way» в исполнении Элвиса Пресли.
Пятый диск знакомит слушателя со сценическими шоу музыканта, характерными в частности для 1970 и 1972 года, с 21 песней, длительностью приблизительно в один час. Одиннадцать из концертных треков ранее не выпускались. «Reconsider Baby» и «I’ll Remember You» были исполнены на дневном выступлении в Мэдисон-Сквер-Гарден и вошли в альбом 1997 года An Afternoon In The Garden. Диск не имеет вступительной, поскольку часто концерты Элвиса Пресли открывались с увертюры из симфонической поэмы Рихарда Штрауса «Так говорил Заратустра» и символизировали выход музыканта на сцену. Инструментальную поддержку на концертах в музыканта осуществлял TCB Band, избранные бэк-вокалисты Пресли, а также ведущий оркестр под руководством Джо Гуэрчино. Заключительные пять песен являются «репетиционными» перед началом записи для неформальных выступлений. Фактически эти записи, сделанные на студии RCA Records в Голливуде, вошли в документальный фильм «Элвис: Всё, как есть» (англ. Elvis: That’s the Way It Is), съёмки которого проходили летом 1974 года в Лас Вегасе.
Записи сделаны на студиях RCA Studio B в Нашвилле, RCA Studio C в Голливуде, Stax Studio в Мемфисе и в «Комнате Джунглей» (англ. Jungle Room) в Грейсленде. Живые записи в гостинице «Интернациональ» в Лас Вегасе; Мэдисон-Сквер-Гарден в Нью-Йорке, H.I.C. Arena в Гонолулу, и зал Crisler Arena в Энн-Арборе, Мичиган. «Are You Sincere» записана в частном доме Элвиса Пресли, расположенном в Палм-Спрингсе, штат Калифорния, и спродюсирован Пресли.
Продюсером оригинальных записей выступил Фелтон Джервис.

## Список композиций

### Диск 1:Синглы
| №   | Название                                                                        | Композитор(ы)                                                     | Длительность |
| --- | ------------------------------------------------------------------------------- | ----------------------------------------------------------------- | ------------ |
| 1.  | «The Wonder of You» (из альбома On Stage)                                       | Baker Knight                                                      | 2:34         |
| 2.  | «I’ve Lost You» (из альбома That’s The Way It Is)                               | Alan Blaikley, Ken Howard                                         | 3:30         |
| 3.  | «The Next Step Is Love» (из альбома That’s The Way It Is)                       | Paul Evans, Paul Parnes                                           | 2:06         |
| 4.  | «You Don’t Have to Say You Love Me» (из альбома That’s The Way It Is)           | Vicki Wickham, Simon Napier-Bell, Пино Донаджио, Vito Pallavicini | 2:30         |
| 5.  | «Patch It Up» (из альбома That’s The Way It Is)                                 | Eddie Rabbitt, Rory Bourke                                        | 3:08         |
| 6.  | «I Really Don’t Want to Know» (из альбома Elvis Country (I’m 10,000 Years Old)) | Howard Barnes, Don Robertson                                      | 2:54         |
| 7.  | «There Goes My Everything» (из альбома Elvis Country (I’m 10,000 Years Old))    | Dallas Frazier                                                    | 2:58         |
| 8.  | «Rags to Riches»                                                                | Richard Adler, Jerry Ross                                         | 1:54         |
| 9.  | «Where Did They Go, Lord»                                                       | Dallas Frazier, A.L. «Doodle» Owens                               | 2:27         |
| 10. | «Life» (из альбома Love Letters From Elvis)                                     | Shirl Milete                                                      | 3:10         |
| 11. | «I’m Leavin’»                                                                   | Michael Jarrett, Sonny Charles                                    | 3:51         |
| 12. | «Heart of Rome» (из альбома Love Letters From Elvis)                            | Alan Blaikley, Richard Howard, Geoff Stephens                     | 2:53         |
| 13. | «It’s Only Love» (из альбома How Great Thou Art)                                | Mark James, Steve Tyrell                                          | 2:41         |
| 14. | «The Sound of Your Cry»                                                         | Bernie Baum, Bill Giant, Buddy Kaye                               | 3:17         |
| 15. | «I Just Can’t Help Believin’» (из альбома That’s The Way It Is)                 | Cynthia Weil, Barry Mann                                          | 4:34         |
| 16. | «How the Web Was Woven» (из альбома That’s The Way It Is)                       | David Most, Clive Westlake                                        | 3:25         |
| 17. | «Until It's Time for You to Go» (из альбома Elvis Now)                          | Buffy Sainte-Marie                                                | 2:17         |
| 18. | «We Can Make the Morning» (из альбома Elvis Now)                                | Jay Ramsey                                                        | 3:54         |
| 19. | «An American Trilogy»                                                           | Mickey Newbury                                                    | 4:30         |
| 20. | «The First Time Ever I Saw Your Face»                                           | Ewan MacColl                                                      | 3:42         |
| 21. | «Burning Love»                                                                  | Dennis Linde                                                      | 2:50         |
| 22. | «It's A Matter of Time»                                                         | Clive Westlake                                                    | 3:02         |
| 23. | «Separate Ways»                                                                 | Red West and Richard Mainegra                                     | 2:36         |

### Диск 2:Синглы
| №   | Название                                                                      | Композитор(ы)                                                      | Длительность |
| --- | ----------------------------------------------------------------------------- | ------------------------------------------------------------------ | ------------ |
| 1.  | «Always on My Mind»                                                           | Johnny Christopher, Mark James, Wayne Carson                       | 3:37         |
| 2.  | «Fool» (из альбома Elvis)                                                     | Carl Sigman, James Last                                            | 3:30         |
| 3.  | «Steamroller Blues» (из альбома Aloha From Hawaii)                            | James Taylor                                                       | 3:04         |
| 4.  | «Raised On Rock» (из альбома Raised On Rock)                                  | Mark James                                                         | 2:38         |
| 5.  | «For Ol' Times Sake» (из альбома Raised On Rock)                              | Tony Joe White                                                     | 3:36         |
| 6.  | «I've Got A Thing About You Baby» (из альбома Good Times)                     | Tony Joe White                                                     | 2:20         |
| 7.  | «Take Good Care of Her» (из альбома Good Times)                               | Arthur Kent, Edward C. Warren                                      | 2:51         |
| 8.  | «If You Talk In Your Sleep» (из альбома Promised Land)                        | Red West, Johnny Christopher                                       | 2:34         |
| 9.  | «Promised Land» (из альбома Promised Land)                                    | Chuck Berry                                                        | 2:55         |
| 10. | «It's Midnight» (из альбома Promised Land)                                    | Billy Edd Wheeler, Jerry Chesnut                                   | 3:21         |
| 11. | «My Boy» (из альбома Good Times)                                              | Bill Martin, Jean-Pierre Bourtrayre, Phil Coulter, Claude Francois | 3:19         |
| 12. | «Loving Arms» (из альбома Good Times)                                         | Tom Jans                                                           | 2:50         |
| 13. | «T-R-O-U-B-L-E» (из альбома Today)                                            | Jerry Chesnut, Steve Tyrell                                        | 3:02         |
| 14. | «Mr. Songman» (из альбома Promised Land)                                      | Donnie Summer                                                      | 2:07         |
| 15. | «Bringing It Back» (из альбома Today)                                         | Greg Gordon                                                        | 3:00         |
| 16. | «Pieces of My Life» (из альбома Today)                                        | Troy Seals                                                         | 4:03         |
| 17. | «Green Green Grass of Home» (из альбома Today)                                | Curly Putman                                                       | 3:35         |
| 18. | «Thinking About You» (из альбома Promised Land)                               | Tim Baty                                                           | 3:00         |
| 19. | «Hurt» (из альбома From Elvis Presley Boulevard, Memphis, Tennessee)          | Jimmie Crane, Al Jacobs                                            | 2:06         |
| 20. | «For the Heart» (из альбома From Elvis Presley Boulevard, Memphis, Tennessee) | Dennis Linde                                                       | 3:22         |
| 21. | «Moody Blue» (из альбома Moody Blue)                                          | Mark James                                                         | 3:22         |
| 22. | «She Thinks I Still Care» (из альбома Moody Blue)                             | Dickey Lee                                                         | 3:51         |
| 23. | «Way Down» (из альбома Moody Blue)                                            | Layng Martine Jr.                                                  | 2:38         |
| 24. | «Pledging My Love» (из альбома Moody Blue)                                    | Don Robey, Ferdinand Washington                                    | 2:50         |

### Диск 3: Студийные записи1970-1971
| №   | Название                                                                                     | Композитор(ы)                                | Длительность |
| --- | -------------------------------------------------------------------------------------------- | -------------------------------------------- | ------------ |
| 1.  | «Twenty Days and Twenty Nights» (из альбома That's The Way It Is)                            | Scott Weisman, Clive Westlake                | 3:15         |
| 2.  | «I Was Born About Ten Thousand Years Ago» (из альбома Elvis Now)                             | Traditional                                  | 3:28         |
| 3.  | «The Fool» (из альбома Elvis Country (I'm 10,000 Years Old))                                 | Naomi Ford, Lee Hazlewood                    | 3:04         |
| 4.  | «A Hundred Years From Now» (ранее невыпущенный)                                              | Lester Flatt, Earl Scruggs                   | 1:40         |
| 5.  | «Little Cabin on the Hill» (из альбома Elvis Country (I'm 10,000 Years Old))                 | Bill Monroe, Lester Flatt                    | 1:47         |
| 6.  | «Cindy Cindy» (из альбома Love Letters From Elvis)                                           | Dolores Fuller, Buddy Kaye, Scott Weisman    | 2:31         |
| 7.  | «Bridge Over Troubled Water» (из альбома That's The Way It Is)                               | Paul Simon                                   | 4:29         |
| 8.  | «Got My Mojo Working / Keep Your Hands Off of It» (из альбома Love Letters From Elvis)       | Preston Foster/Elvis Presley                 | 4:34         |
| 9.  | «It's Your Baby You Rock It» (из альбома Elvis Country (I'm 10,000 Years Old))               | Shirl Milete, Nora Fowler                    | 2:59         |
| 10. | «Stranger in the Crowd» (из альбома That's The Way It Is)                                    | Winfield Scott                               | 3:47         |
| 11. | «Mary in the Morning» (из альбома That's The Way It Is)                                      | Johnny Cymbal, Michael Rashkow               | 4:11         |
| 12. | «It Ain't No Big Thing (But It's Growing)» (из альбома Elvis Country (I'm 10,000 Years Old)) | Shorty Hall, Alice Joy Merritt, Neal Merritt | 2:46         |
| 13. | «Just Pretend» (из альбома That's The Way It Is)                                             | Guy Fletcher, Doug Flett                     | 4:02         |
| 14. | «Faded Love» (из альбома Elvis Country (I'm 10,000 Years Old))                               | Bob Wills, Johnnie Lee Wills                 | 4:06         |
| 15. | «Tomorrow Never Comes» (из альбома Elvis Country (I'm 10,000 Years Old))                     | Johnny Bond, Ernest Tubb                     | 4:04         |
| 16. | «Make the World Go Away» (из альбома Elvis Country (I'm 10,000 Years Old))                   | Hank Cochran                                 | 3:35         |
| 17. | «Funny How Time Slips Away» (из альбома Elvis Country (I'm 10,000 Years Old))                | Willie Nelson                                | 4:19         |
| 18. | «I Washed My Hands In Muddy Water» (из альбома Elvis Country (I'm 10,000 Years Old))         | Joe Babcock                                  | 4:57         |
| 19. | «Snowbird» (из альбома Elvis Country (I'm 10,000 Years Old))                                 | Gene MacLellan                               | 2:04         |
| 20. | «Whole Lotta Shakin' Goin' On» (из альбома Elvis Country (I'm 10,000 Years Old))             | Dave «Curly» Williams, Sunny David           | 3:02         |
| 21. | «Amazing Grace» (из альбома He Touched Me)                                                   | Traditional                                  | 3:26         |
| 22. | «(That's What You Get) For Lovin' Me» (из альбома Elvis)                                     | Gordon Lightfoot                             | 2:08         |
| 23. | «Lady Madonna» (ранее невыпущенный)                                                          | John Lennon, Paul McCartney                  | 1:20         |

### Диск 4: Студийные записи1971-1976
| №   | Название                                                                          | Композитор(ы)                                            | Длительность |
| --- | --------------------------------------------------------------------------------- | -------------------------------------------------------- | ------------ |
| 1.  | «Merry Christmas, Baby» (из альбома Elvis Sings The Wonderful World Of Christmas) | Lou Baxter, Johnny Moore                                 | 5:43         |
| 2.  | «I Shall Be Released» (ранее невыпущенный)                                        | Bob Dylan                                                | 0:48         |
| 3.  | «Don't Think Twice, It's All Right» (из альбома Elvis)                            | Bob Dylan                                                | 4:00         |
| 4.  | «It's Still Here» (из альбома Elvis)                                              | Ivory Joe Hunter                                         | 3:29         |
| 5.  | «I'll Take You Home Again, Kathleen» (из альбома Elvis)                           | Traditional                                              | 2:28         |
| 6.  | «I Will Be True» (из альбома Elvis)                                               | Ivory Joe Hunter                                         | 2:34         |
| 7.  | «My Way» (ранее невыпущенный)                                                     | Paul Anka, Claude Francois, Jacques Revaux               | 4:32         |
| 8.  | «For the Good Times» (ранее невыпущенный)                                         | Kris Kristofferson                                       | 3:11         |
| 9.  | «Just a Little Bit» (из альбома Raised On Rock)                                   | Ralph Bass, Buster Brown, John Thornton, Fats Washington | 2:31         |
| 10. | «It's Diff'rent Now» (ранее невыпущенный)                                         | Clive Westlake                                           | 2:31         |
| 11. | «Are You Sincere» (из альбома Raised On Rock)                                     | Wayne Walker                                             | 1:59         |
| 12. | «I Got A Feelin' In My Body» (из альбома Good Times)                              | Dennis Linde                                             | 3:33         |
| 13. | «You Asked Me To» (из альбома Promised Land)                                      | Waylon Jennings, Billy Joe Shaver                        | 2:52         |
| 14. | «Good Time Charlie's Got the Blues» (из альбома Good Times)                       | Danny O'Keefe                                            | 3:12         |
| 15. | «Talk About the Good Times» (из альбома Good Times)                               | Jerry Reed Hubbard                                       | 2:36         |
| 16. | «Tiger Man» (ранее невыпущенный)                                                  | Lewis Burns, Al Lewis, Joe Hill Louis                    | 3:05         |
| 17. | «I Can Help» (из альбома Today)                                                   | Billy Swan                                               | 4:02         |
| 18. | «Susan When She Tried» (из альбома Today)                                         | Don Reid                                                 | 2:16         |
| 19. | «Shake A Hand» (из альбома Today)                                                 | Joe Morris                                               | 3:48         |
| 20. | «She Thinks I Still Care» (невыпущенный альтернативный трек)                      | Dennis Linde                                             | 3:26         |
| 21. | «Danny Boy» (из альбома From Elvis Presley Boulevard, Memphis, Tennessee)         | Frederick Weatherly                                      | 3:56         |
| 22. | «Love Coming Down» (из альбома From Elvis Presley Boulevard, Memphis, Tennessee)  | Jerry Chesnut                                            | 3:06         |
| 23. | «He'll Have to Go» (из альбома Moody Blue)                                        | Joe Allison, Audrey Allison                              | 4:30         |

### Диск 5: Шоу Элвиса Пресли
| №   | Название                                                            | Композитор(ы)                                              | Длительность |
| --- | ------------------------------------------------------------------- | ---------------------------------------------------------- | ------------ |
| 1.  | «See See Rider» (из альбома On Stage)                               | Traditional                                                | 2:23         |
| 2.  | «Men With Broken Hearts» (ранее невыпущенный)                       | Hank Williams                                              | 0:48         |
| 3.  | «Walk A Mile In My Shoes» (из альбома On Stage)                     | Joe South                                                  | 2:57         |
| 4.  | «Polk Salad Annie» (из альбома On Stage)                            | Ivory Joe Hunter                                           | 4:46         |
| 5.  | «Let It Be Me» (из альбома On Stage)                                | Gilbert Bécaud, Mann Curtis, Pierre Delanoë                | 3:28         |
| 6.  | «Proud Mary» (из альбома On Stage)                                  | John Fogerty                                               | 2:30         |
| 7.  | «Something» (ранее невыпущенный)                                    | George Harrison                                            | 3:40         |
| 8.  | «You've Lost That Lovin' Feelin'» (из альбома That's The Way It Is) | Barry Mann, Cynthia Weil, Phil Spector                     | 4:23         |
| 9.  | «Heartbreak Hotel» (ранее невыпущенный)                             | Mae Axton, Tommy Durden, Elvis Presley                     | 1:41         |
| 10. | «I Was the One» (ранее невыпущенный)                                | Aaron Schroeder, Claude DeMetrius, Hal Blair, Bill Peppers | 1:19         |
| 11. | «One Night» (ранее невыпущенный)                                    | Dave Bartholomew, Pearl King, Anita Steiman                | 1:47         |
| 12. | «Never Been to Spain» (ранее невыпущенный)                          | Hoyt Axton                                                 | 3:28         |
| 13. | «You Gave Me a Mountain» (ранее невыпущенный)                       | Marty Robbins                                              | 3:15         |
| 14. | «It's Impossible» (из альбома He Walks Beside Me)                   | Armando Manzanero, Sid Wayne                               | 2:52         |
| 15. | «A Big Hunk o’ Love» (ранее невыпущенный)                           | Aaron Schroeder, Sidney Wyche                              | 2:02         |
| 16. | «It's Over» (ранее невыпущенный)                                    | Jimmie F. Rodgers                                          | 2:20         |
| 17. | «The Impossible Dream» (из альбома Today)                           | Joe Darion, Mitch Leigh                                    | 2:29         |
| 18. | «Reconsider Baby» (ранее невыпущенный)                              | Lowell Fulsom                                              | 2:41         |
| 19. | «I'll Remember You» (ранее невыпущенный)                            | Kui Lee                                                    | 2:35         |
| 20. | «I'm So Lonesome I Could Cry» (из альбома Aloha From Hawaii)        | Hank Williams                                              | 2:15         |
| 21. | «Suspicious Minds» (из альбома Aloha From Hawaii)                   | Mark James                                                 | 4:29         |
| 22. | «Unchained Melody» (из альбома Moody Blue)                          | Alex North, Hy Zaret                                       | 2:27         |
| 23. | «The Twelfth of Never» (ранее невыпущенный)                         | Jay Livingston, Roger Whittaker                            | 2:39         |
| 24. | «Softly As I Leave You» (ранее невыпущенный)                        | Giorgio Calabrese, Antonio deVita, Hal Shaper              | 2:14         |
| 25. | «Alla en el Rancho Grande» (ранее невыпущенный)                     | Silvano Ramos, Del Moral, Urange                           | 2:04         |
| 26. | «Froggy Went A-Courting» (ранее невыпущенный)                       | Traditional                                                | 2:15         |
| 27. | «Stranger In My Own Home Town» (ранее невыпущенный)                 | Percy Mayfield                                             | 4:37         |

## Участники записи
| - Элвис Пресли — вокал, гитара, фортепиано - Джеймс Бертон — гитара - Джон Уилкинсон — гитара - Чарли Хадж — гитара, бэк-вокал - Чип Янг — гитара - Регги Янг — гитара - Эдди Хинтон — гитара - Деннис Линде — гитара - Глен Хардин — фортепиано - Дэвид Бриггс — клавишные инструменты - Чарли Маккой — орган, гармоника - Бобби Вуд — фортепиано - Бобби Эммонс — орган - Тони Браун — клавишные - Пит Халлин — клавишные - Грег Гордон — клавинет - Дон Самнер — фортепиано - Норберт Путнэм — бас-гитара - Боб Ланнинг — бас-гитара - Джерри Шефф — бас-гитара - Эмори Горди — бас-гитара - Томми Когбилл — бас-гитара - Дюк Бардвелл — бас-гитара - Томас Хенсли — бас-гитара | - Ронни Татт — барабаны - Джерри Кэрриген — барабаны - Боб Ланнинг — барабаны - Кенни Баттри — барабаны - Фаррел Моррис — ударные инструменты - Велдон Мьюрек — педальная гавайская гитара - Бобби Томсон — банджо - Бадди Спишер — скрипка - J.D. Sumner & The Stamps — бэк-вокал - Кэти Вестморленд — бэк-вокал - The Imperials — бэк-вокал - The Sweet Inspirations — бэк-вокал - The Jordanaires — бэк-вокал - The Nashville Edition — бэк-вокал - Милли Киркхем — бэк-вокал - Мэри Холидей — бэк-вокал - Джинджер Холидей — бэк-вокал - Джун Пейдж — бэк-вокал - Соня Монтгомери — бэк-вокал - Долорес Эджин — бэк-вокал - Мэри Грин — бэк-вокал - Сьюзан Пилкинтон — бэк-вокал - Мирна Смит — бэк-вокал - Шерилл Нильсен — бэк-вокал |